# AFTERNOON BEAT RADIO
AFTERNOON BEAT RADIO（アフタヌーン・ビート・レディオ）は、CROSS FMで放送されていたラジオ番組。
放送期間は2002年4月1日～2003年3月27日。放送時間は毎週月～木曜日13:00～16:00。
当時設置されていた博多駅GIGAスタジオからの生放送。

## 概要
- 「近頃、オトナの聴くラジオ番組が少ないとお嘆きのあなたへ」をコンセプトとして、20代から30代の大人をターゲットにスタートした番組。
- 博多駅GIGAスタジオから放送された、最後の平日ワイド番組となった。

## ナビゲーター
- 永松ケンシ（月曜日・水曜日）

長年平日夕方から夜にかけてのワイド番組「BRAVO CALLIN'」を担当していたが、その番組を卒業し、初の平日昼間の番組の担当となる。
- 信川竜太（火曜日・木曜日）

この番組開始までは金曜日の番組「SMOOTH CHANNEL」を担当していたが、それ以前も週末の番組担当が多かったため、平日昼間の番組担当はこれが初めてであった。また「SUNDAY MORNING BUZZ」以来、久々の一人での番組進行となった。

## 主なコーナー
- SNAP SHOT （13:30-13:40）

スポンサーはタイ国政府観光庁とホテル・リッツファイブ（福岡市）、但し2003年1月からはタイ国政府観光庁単独となった。
タイ国の観光スポットや、観光に関する情報を紹介するコーナー。タイ国政府観光庁の担当者などが出演してタイの魅力を紹介した。
このコーナーは月曜日-金曜日を通じて放送され、金曜日は「CROSS SMILEY FRIDAY」内で放送された。
2003年4月からは後番組「CROSS AFTERNOON SHOW RADIO GOO」に引き継がれた。
- MUSIC TRIP（14:10-14:40）

スポンサーであるJR九州から届く旅の情報、列車の情報を紹介した。
このコーナーは月曜日-金曜日を通じて放送され、金曜日は「CROSS SMILEY FRIDAY」内で放送された。
GIGAスタジオの閉鎖に伴い、長年続いたJR九州の提供コーナーは、これが最後となっている。
- AFTERNOON TRAX（15:15-15:35）

まず「EVENING NEWS PAPER HEADLINE」として、スポンサーである西日本新聞の夕刊に掲載された記事、トピックスを紹介、曲をはさんで内容の詳細を放送した。
このコーナーは月曜日-金曜日を通じて放送され、金曜日は「CROSS SMILEY FRIDAY」内で放送された。但し、内容は異なった。
2003年4月からは後番組「CROSS AFTERNOON SHOW RADIO GOO」に引き継がれタイトルも「CROSS POINT」に改められた。
- HAKATA STATION BOX （15:40-15:45）

スポンサーである博多駅地下街、マイング博多駅名店街、食堂街1番街の情報を紹介した。

## エピソードなど
- 提供クレジットは全てジングル化され、永松ケンシ、信川竜太がすべてそのナレーションを担当した。
- この番組終了後、永松ケンシ、信川竜太ともにこの時間帯の新番組「CROSS AFTERNOON SHOW RADIO GOO」のナビゲーターを担当した。

| CROSS FM 平日のワイド番組       | CROSS FM 平日のワイド番組 | CROSS FM 平日のワイド番組                    |
| 前番組                          | 番組名                    | 次番組                                       |
| ------------------------------- | ------------------------- | -------------------------------------------- |
| CROSS DAYTIME MIX (13:00-17:00) | AFTERNOON BEAT RADIO      | CROSS AFTERNOON SHOW RADIO GOO (12:00-18:00) |